# La Fronde (opstand)
La Fronde (Frans voor de slinger) was een opstand in het koninkrijk Frankrijk die zich afspeelde tussen 1648 en 1653.  
De opstand kende twee fasen:
1. Fronde van het parlement (La Fronde parlementaire); de leden van de 'parlementen' (oftewel: rechtbanken) en andere belangrijke bestuursinstellingen ageerden tegen de fiscale lasten die hen de voorgaande jaren waren opgelegd door kardinaal Mazarin en regentes Anna van Oostenrijk en tegen de beknotting van hun bevoegdheden.
2. Fronde van de prinsen (La Fronde des princes) (begon in 1649); opstand van enkele van Frankrijks meest vooraanstaande edelen tegen Mazarin en diens beleid.[1]

Er waren echter onderlinge twisten tussen de frondeurs. Enkele belangrijke rebellerende Franse edelen liepen over naar het Spaanse kamp (Frankrijk had na de Dertigjarige Oorlog nog steeds conflicten met Spanje; deze eindigden pas met de Vrede van de Pyreneeën in 1659). De militaire repressie door de koninklijke troepen deed de Fronde in 1653 doodbloeden. De mislukte opstand leidde tot het ontstaan van de absolute monarchie onder koning Lodewijk XIV.

## Naam
Het staat niet vast hoe de opstand aan zijn naam kwam. De opstandelingen in Parijs bij het begin van de opstand noemden zichzelf frondeurs. Mogelijk gebruikten ze slingers om de ruiten van de medestanders van kardinaal Mazarin in te gooien.

## Fronde van het parlement

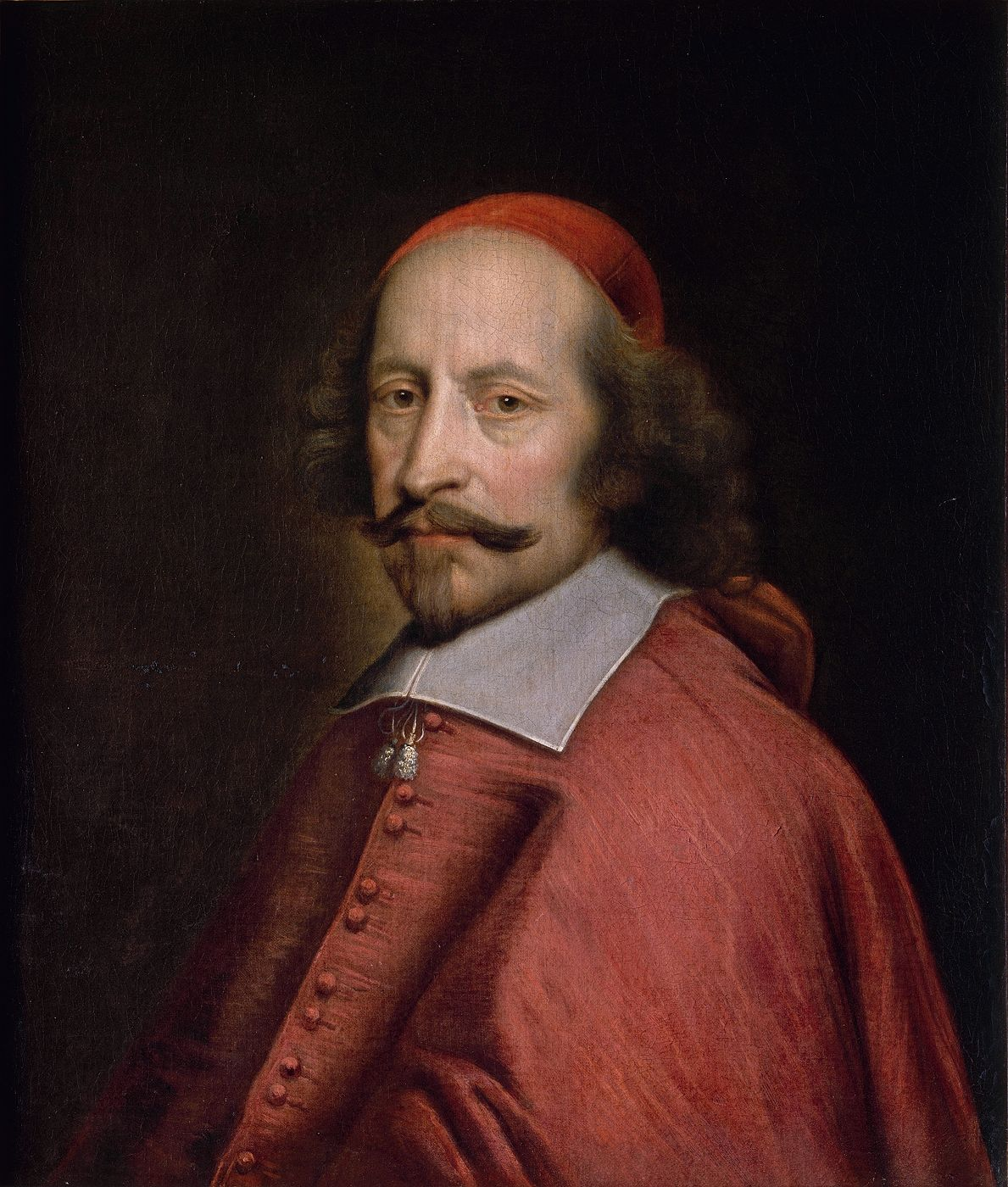
Kardinaal Mazarin

Om de oorlog tegen Spanje (Dertigjarige Oorlog) te bekostigen, zag kardinaal Mazarin zich genoodzaakt de belastingen te verhogen. Zo was er de Affaire de la paulette, een conflict over de paulette, een jaarlijkse belasting die magistraten moesten betalen om hun ambt te mogen uitoefenen. En Mazarin kondigde nieuwe belastingen af. Het Parlement van Parijs en de soevereine hoven (Chambre des comptes, Cour des Aides, Grand Conseil) verenigd in de Chambre Saint-Louis, schaarden zich achter het morrende volk en weigerden de nieuwe belastingen van Mazarin  en zijn intendant Michel Particelli d'Emery te registreren. Zij eisten dat de controle over de financiën bij het Parlement kwam te liggen en legden in mei 1648 een pakket eisen op tafel (Arrêt d'Union, "akte van eenheid"). Koningin Anna van Oostenrijk dreigde met gevangenisstraffen of verbanning voor de leiders van de opstandige afgevaardigden. Uiteindelijk deed de regering enkele kleinere concessies, die echter niet volstonden. Integendeel, dit leidde ertoe dat de geldschieters van de staat weigerden nog nieuwe leningen toe te staan, zodat een staatsbankroet dreigde. 
Kardinaal Mazarin nam toen het heft in handen om de opstand van het Parlement te onderdrukken. Tijdens het Te Deum in de Notre-Dame van Parijs, om de overwinning van Lodewijk II van Bourbon-Condé bij Lens te vieren, liet Mazarin de leiders van de opstand arresteren, waaronder de populaire Pierre Broussel, de deken van de raadsleden van het Parlement. Zijn arrestatie was aanleiding tot la journée des Barricades (de dag van de barricaden) op 26 augustus 1648. Het volk, opgehitst door Paul de Gondi, wierp meer dan duizend barricaden op in de straten van Parijs. De koningin beloofde daarna de vrijlating van Broussel aan De Gondi, maar kwam haar belofte niet na. De gematigden in het Parlement waren in de minderheid en Mazarin en het hof achtten het wijzer Parijs te verlaten en trokken naar Rueil. De ministers de Chavigny en de Châteauneuf werden verantwoordelijk gehouden voor het slagen van de opstand en heengezonden.

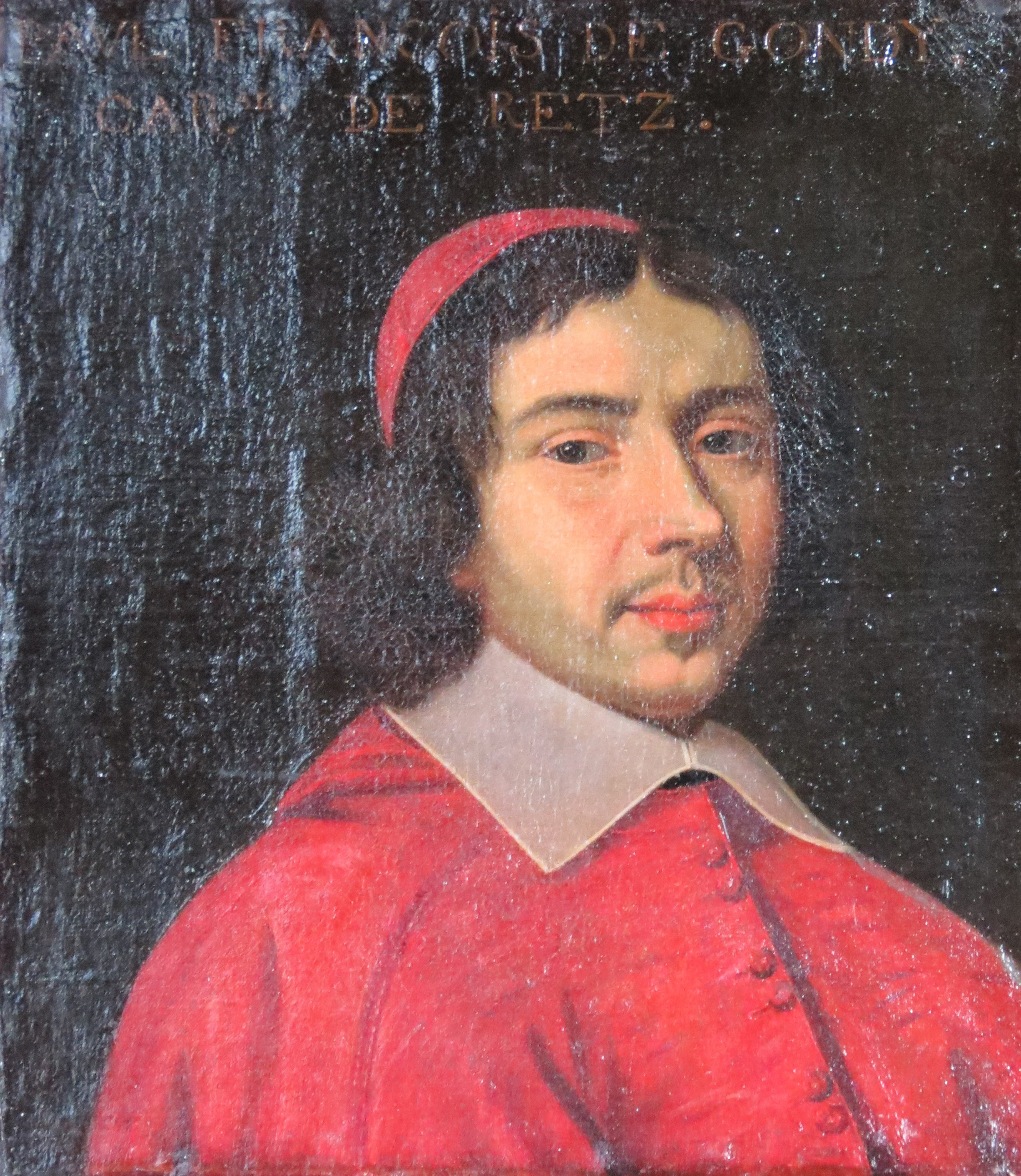
Paul de Gondi

De eerste president van het Parlement, Mathieu Molé, ging daarop naar Rueil en bepleitte daar bij Anna van Oostenrijk de vrijlating van de gevangenen. Ook vroeg Molé dat het hof zou terugkeren naar Parijs. De Condé, Gaston d'Orléans en Paul de Gondi drongen aan op toegevingen en de koningin stemde toe met onderhandelingen. Dit leidde tot de goedkeuring van een ordonnantie op 22 oktober 1648 van het Parlement over de financiële en gerechtelijke organisatie van het koninkrijk. Aan bijna alle eisen van het Parlement werd tegemoet gekomen. Hierna keerde het hof op 30 oktober terug naar Parijs. Maar toen de ordonnantie niet werd nageleefd, kwam het volk van Parijs opnieuw in opstand. Kardinaal Mazarin en het hof verscholen zich in Saint-Germain en Condé trok met het leger op naar Parijs. Op 6 januari 1649 stelde hij een blokkade in om het opstandige volk uit te hongeren. Het Parlement reageerde dezelfde dag met besluiten tegen Mazarin. De Hertog de Beaufort voegde zich bij het Parijse volk waardoor hij van de Parijzenaars de bijnaam le Roi des Halles kreeg. Maar het leger van Condé was te sterk en kon Parijs binnentrekken. De gematigden in het Parlement kregen opnieuw de bovenhand en trokken de besluiten van 6 januari in. 
De eerste opstand van de Fronde eindigde met het Verdrag van Rueil van 11 maart 1649 en het Verdrag van Saint-Germain van 1 april 1649. Het Parlement nodigde het hof uit om terug te keren naar Parijs. Dit gebeurde ook op 18 augustus 1649. Van dan af was de rol van het Parlement in de opstand uitgeteld en traden verschillende edelen op het voortoneel.

## Fronde van de prinsen

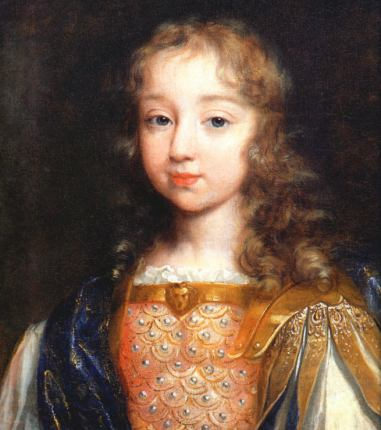
De jonge Lodewijk XIV

In december 1649 vonden er nieuwe opstanden plaats in de provincie, onder andere in Bordeaux en Aix. Op 18 januari 1650 liet kardinaal Mazarin de leiders van de Fronde, de prinsen van den bloede, gevangen nemen. Condé, zijn broer de prins van Conti en hun schoonbroer de hertog van Longueville werden gearresteerd en gevangen gezet in Vincennes. Mazarin sloot een akkoord met andere leiders van de Fronde, Vendôme, zijn zoon Beaufort en Gondi, zodat hij de handen vrij had om de opstanden in de provincie te onderdrukken: eerst in Normandië waar een opstand uitbrak op aansturen van de hertogin van Longueville, vervolgens in Champagne en Berry. Terwijl Mazarin, vergezeld door de minderjarige koning en zijn moeder de koningin, bezig was de opstanden in Normandië en Bourgondië te onderdrukken, kreeg Gaston van Orléans, de oom van de koning, de leiding in Parijs.
De hertogin van Longueville vervoegde Henri de La Tour d'Auvergne, bruggraaf van Turenne en diens broer, Frederik Maurits de La Tour d'Auvergne, hertog van Bouillon, in Stenay en de hertog van La Rochefoucauld startte een opstand in Poitou. Turenne sloot namens de opstand een akkoord met Spanje. Ze werden buiten de wet gesteld.
De Staten-Generaal stelden Bordeaux een vrede voor ter beëindiging van de opstand. Er werd een amnestie afgekondigd. Maar de terechtstelling door Mazarin van gouverneur de Vayres lokte een nieuwe opstand in Bordeaux uit. De stad werd belegerd door het koninklijke leger maar Mazarin sloot een akkoord met de opstandelingen, Bouillon en La Rochefoucauld, omdat Picardië bedreigd werd door de Spanjaarden en hij de groeiende macht van Gaston van Orléans en Gondi in Parijs vreesde. De opstandige edelen kregen een vrijgeleide om Bordeaux te verlaten en de stad opende op 5 oktober 1650 haar poorten voor koning Lodewijk. Mazarin keerde terug naar Parijs en verzoende zich met Gaston van Orléans. De prinsen van den bloede zaten nog steeds gevangen en werden van gevangenis naar gevangenis gevoerd uit vrees dat ze bevrijd zouden worden door de opstandelingen. Het Parlement en de opstandelingen, hierin gesteund door Gaston van Orléans, eisten de vrijlating van de prinsen. Turenne en de Spanjaarden leden een nederlaag tegen de koninklijke troepen van César de Choiseul du Plessis-Praslin te Rethel op 15 december 1650.

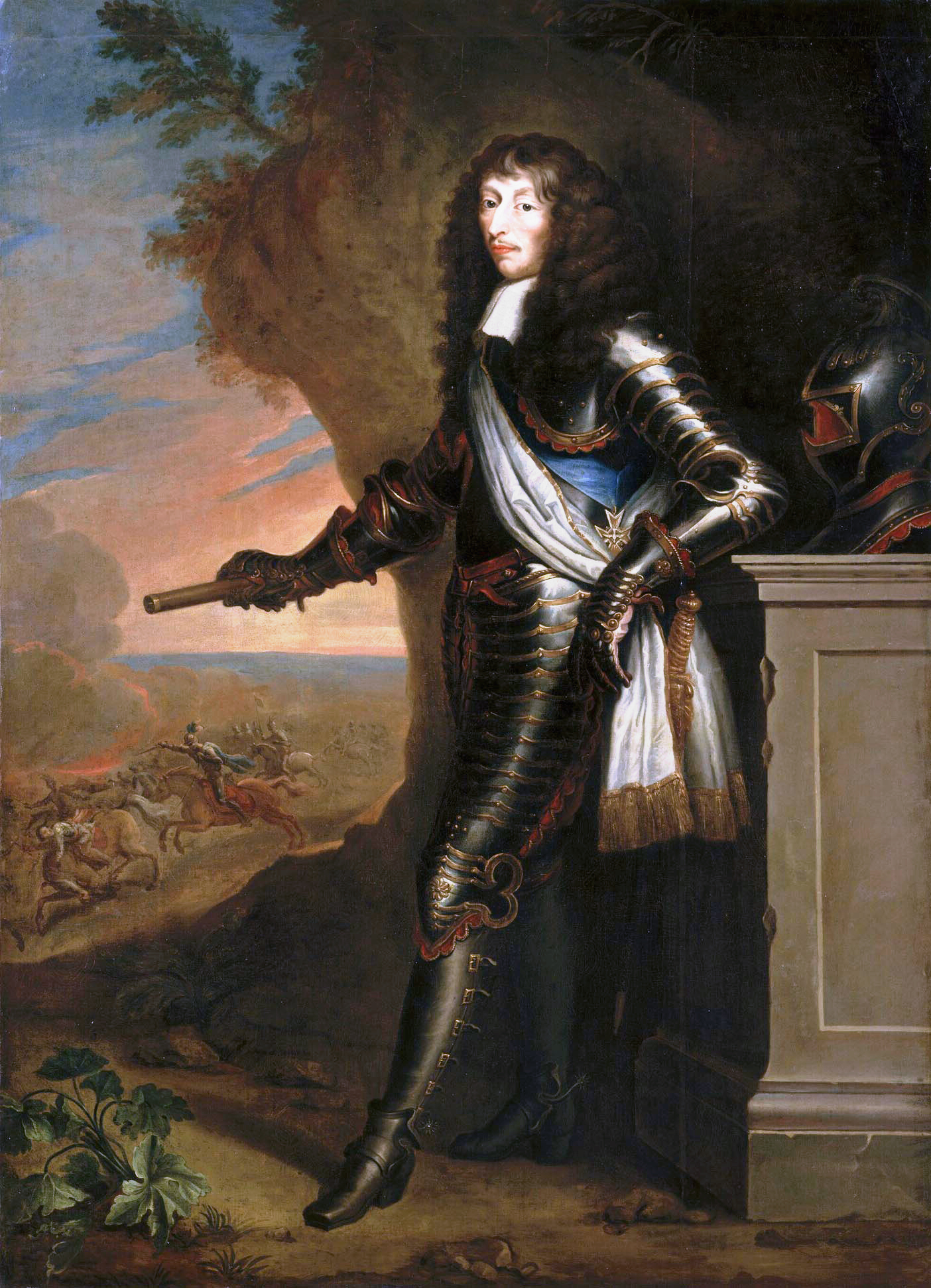
De grote Condé

### De opstand van Condé
Op 6 februari 1651 besloot het Parlement de Frondeleiders onder wie Condé vrij te laten. De koningin en de koning werden vastgehouden in het koninklijk paleis en de regentes moest de vrijlating bekrachtigen. Mazarin ontvluchtte Parijs en zag persoonlijk toe op de vrijlating. Nu hij de steun van zijn aanhang had verloren moest hij Frankrijk ontvluchten. Hij trok naar Brühl bij de aartsbisschop van Keulen. Mazarin bleef vanuit het buitenland de regentes adviseren en ze probeerden de Frondeleiders tegen elkaar uit te spelen. 
Mazarin werd teruggeroepen door de koning en vervoegde zich bij hem in Tours. Dit leidde ertoe dat Gaston van Orléans de kant koos van Condé. Longueville, Turenne en Bouillon braken met de arrogante Condé en kozen de kant van de koning. Op 17 augustus 1651 sloten ze een akkoord met de regentes tegen Condé.
Koning Lodewijk kreeg steun van het Parlement toen de beschuldigingen tegen Condé op 7 september 1651 werden ingetrokken. Condé vertrok echter naar Bordeaux en daarna naar Spanje om een bondgenootschap te sluiten met de vijand van Frankrijk. Intussen had Lodewijk de leiding over de regering genomen nu hij dertien jaar en daardoor meerderjarig was geworden. Condé leed militaire nederlagen in Cognac et Guyenne en het Parlement van Parijs verklaarde de rechten van Condé vervallen. In april 1652 volgden er onbesliste gevechten bij Bléneau tussen de koninklijke troepen en die van Condé. Maar op 4 mei 1652 wonnen de koninklijke troepen aangevoerd door Turenne de slag bij Etampes tegen het leger van de opstandelingen en Spaanse huursoldaten. Turenne drong het leger van de prinsen terug en het kwam tot een gevecht tussen de troepen van Turenne en Condé in de Parijse voorstad Saint-Antoine. Toen Condé dreigde het onderspit te delven, liet Anne Marie Louise van Orléans, de nicht van de koning, de kanonnen van de Bastille inzetten tegen de koninklijke troepen. Er braken rellen uit in Parijs op aanstichten van de opstandige prinsen en het stadhuis werd in brand gestoken. Beaufort en Gaston van Orléans namen de macht over in Parijs en eisten het vertrek van kardinaal Mazarin. Die beval op zijn beurt dat het Parlement van Parijs naar Pontoise zou verhuizen. De koning stemde ermee in om Mazarin voorlopig te laten verwijderen en liet hem benoemen tot bisschop van Metz, waar de kardinaal zich terugtrok.

Turenne

### Einde
De opstandige prinsen kwamen in geldnood en namen hun toevlucht tot het heffen van belastingen. De burgerij van Parijs verzette zich hiertegen en enkel de fractie van Broussel in het Parlement bleef de Fronde steunen.
Gondi haalde zijn slag thuis en ontving, tegen de zin van Mazarin, de kardinaalshoed waar hij al zo lang naar streefde. Dit gebeurde in Compiègne in aanwezigheid van het hof. Het Parlement, ondanks de tegenstand van Broussel, vroeg de terugkeer van de koning naar Parijs. Een delegatie geleid door Gondi, nu kardinaal de Retz, bracht het verzoek over. Beaufort trad af als gouverneur van Parijs en na aarzelen koos ook Gaston van Orléans de kant van zijn neef, de koning. Op 21 oktober 1652 keerde koning Lodewijk terug naar Parijs met zijn regering. Er werd een amnestie afgekondigd voor alle opstandige daden tot februari 1651. De leiders van de Fronde in Parijs, Beaufort en de Rohan werden verbannen. Ditzelfde lot wachtte de kardinaal de Retz, voor wie de koning een persoonlijke afkeer had opgevat. Broussel, Conti en Condé werden ook veroordeeld. 
Condé gaf zich niet over en sloot in november verdragen met Spanje. Hij bleef tot 1659 vechten aan de zijde van de Spanjaarden. Op 3 februari 1653 keerde Mazarin terug naar Parijs na zijn ballingschap in Keulen. Hij werd enthousiast onthaald door het volk dat hem eerder had verdreven. De opstand was ten einde toen op 31 juli 1653 de laatste leiders van de Fronde zich overgaven in Bordeaux. Op 7 juni 1654 volgde de kroning van Lodewijk XIV in de kathedraal van Reims.

## Gevolgen
In tegenstelling tot de Engelse Burgeroorlog (1642-1651) mislukte de Fronde en leidde deze niet tot de uitholling van het koninklijke gezag in Frankrijk. De Fronde betekende wel het einde van een feodale monarchie en het begin van de absolute monarchie onder zonnekoning Lodewijk XIV. Het Parlement van Parijs was, in tegenstelling tot het Engelse parlement, geen vertegenwoordiging van het volk of van de standen. Bovendien ontbeerde de opstand een leider, zoals Oliver Cromwell in Engeland wel was. De prinsen en edelen van Frankrijk sloten zich aan bij de opstand om verschillende redenen: om hun macht te vergroten of uit louter persoonlijke motieven, zoals afkeer van de figuur van kardinaal Mazarin of van regentes Anna van Oostenrijk. Maar de jonge koning Lodewijk XIV was helemaal geen gehate figuur zoals zijn Engelse tegenhanger Karel I.
De Fronde leidde ook tot het bankroet van Frankrijk terwijl het nog steeds verwikkeld was in buitenlandse oorlogen.

## Wetenswaardigheden
- De Franse, geheel door vrouwen gemaakte krant La Fronde, die met onderbrekingen verscheen tussen 1897 en 1928, is genoemd naar deze opstand.